# Женщины в Катаре
Права женщин в Катаре ограничены законом страны об опеке мужчин и находятся под влиянием ваххабитского толкования ислама. Женщины и мужчины получили избирательные права в стране одновременно, в 1999 году. Уровень участия катарских женщин в рабочей силе выше среднего мирового показателя и является одним из самых высоких в арабском мире, что в основном связано с увеличением числа катарских женщин, получающих учёные степени.
Смешение полов ограничено, и катарские женщины на публике в основном должны носить традиционную одежду, обычно состоящую из абайи и шайлы, которые частично скрывают их внешний вид. Муза Аль Малки, психолог, утверждает, что на гендерное разделение больше влияют культурные факторы, чем религиозные. Женщины в Катаре должны получить разрешение от своих опекунов-мужчин, чтобы выйти замуж, учиться за границей по государственной стипендии, работать на многих государственных должностях, выезжать за границу до определённого возраста, получать некоторые формы репродуктивной помощи и выступать в качестве основного опекуна ребёнка, даже если пара разведена.

## История
До создания городского общества Катар использовался в качестве пастбищ для кочевых племён из регионов Неджд и Эль-Хаса. В бедуинском обществе женщины отвечали за покупку и продажу товаров от имени своего племени. Женщинам часто приходилось занимать руководящие должности в племени, когда мужчины оставляли свои семьи на длительное время, чтобы участвовать в поездках на охоту за жемчугом или действовать в качестве торговцев.
Они были отделены от мужчин в пределах их собственных помещений в палатке или доме. Образование в бедуинской традиции считалось неважным и малодоступным для большинства женщин. С другой стороны, детей из городских районов до десяти лет учили Корану, после чего семья праздновала аль-хатму, окончание заучивания Корана.

### Индустриальная эпоха
После того, как страна начала пожинать финансовые выгоды от бурения нефтяных скважин в 1950-х и 1960-х годах, всё большее число женщин начали получать формальное образование.
В начале 1970-х годов заметно увеличилось количество женщин в составе рабочей силы.

## Образование

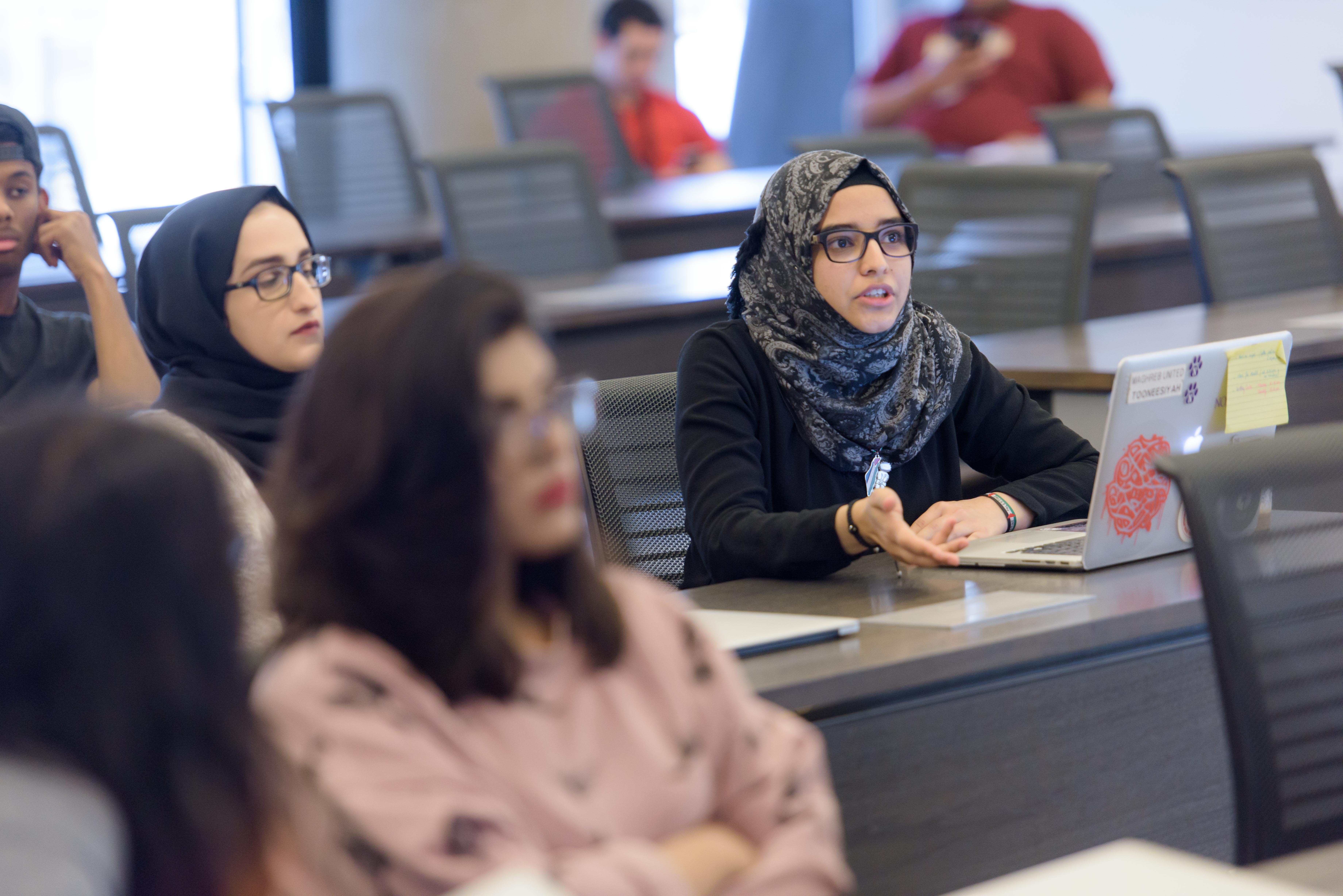
Студентки в классе Северо-Западного университета в Катаре

Когда в 1951 году правительство Катара учредило школу для мальчиков Халид бин Эль Валид, Амна Махмуд Аль-Джайда попросила правительство открыть ещё одну школу для девочек. Её просьба была отклонена из-за того, что катарское общество резко выступало против идеи обучения девочек чтению и письму. Несмотря на негативную реакцию, Амна Махмуд создала в своём доме собственную импровизированную школу для девочек. В 1953 году правительство Катара официально признало школу Амны Махмуд, что сделало её первой катарской учительницей в первой катарской школе для девочек.
В 1957 году после многих изменений школа Амны Махмуд стала известна как начальная школа Банат Аль Доха, и её посещало более 100 учениц. До создания школы единственной формой образования, существовавшей для женщин, было религиозное образование. В отчёте Министерства образования за 1980-81 годы сообщалось о существовании 70 школ для девочек, в которых обучалось 19 356 учениц, что больше, чем 50 учениц в 1955 году.
Первый университет в Катаре был открыт в 1973 году. Он предусматривал отдельные факультеты для мужчин и женщин. Из 157 первоначальных студентов 103 были женщинами. Соотношение студентов женского и мужского пола оставалось стабильным в последующие годы. Шейха Абдулла Аль-Миснад стала первой женщиной-президентом университета в 2003 году. В 2008 г. женщины составляли более 50 % персонала университета. К 2012 году в университете обучалось почти в два раза больше студенток, чем мужчин.
Более половины сотрудников Министерства образования составляют женщины. В 2008 году сообщалось, что темпы роста числа учащихся женского пола превысили темпы роста числа учащихся мужского пола в государственных школах. Доля женщин, посещающих частные университеты, также быстро растёт. Например, в Университете Карнеги-Меллона в Катаре 57 % студентов составляют женщины. Профессии, в которых ранее преобладали мужчины, такие как инженерное дело и информационные технологии, в последние годы привлекают всё больше женщин. Примерно 40 % студентов Техасского университета A&M в Катаре, инженерного университета, составляют женщины.
Большинство катарских женщин считают женское образование важным по разным причинам. В первую очередь нужно защитить себя на случай развода: многие молодые катарские женщины обеспокоены ростом числа разводов в стране, который значительно увеличивается на протяжении многих лет и дошёл примерно до 70 % к 2007 году. Получение степени часто воспринимается женщинами как гарантия финансовой самостоятельности в случае развода. Другая причина заключается в растущем восприятии образования как формы расширения женских прав и возможностей — оно рассматривается как возможность доказать свою ценность перед обществом и обрести настоящую независимость.

## Работа
В 2001 году Катар принял Закон о государственной службе и Приказ № 13 Совета министров, тем самым создав правовую основу для защиты прав женщин в сфере труда. В 2002 году был принят ещё один закон, разрешающий женщинам получать пенсионные пособия, а также денежные пособия — вдовам.
Согласно статистике за 2014 год, более 32 000 катарок работают. Это на 7000 больше, чем тремя годами ранее, в 2011 году. Четверть работающих катарок работают в строительной отрасли, 27 % работают в сфере информационных технологий и 45 % заняты в социальных и естественных науках. Большинство катарок работают в государственном секторе. Несмотря на то, что уровень участия женщин в рабочей силе Катара является самым высоким в Совете сотрудничества стран Персидского залива и выше, чем в среднем по миру (по состоянию на 2013 г.), доля катарских женщин в рабочей силе по-прежнему немного отстаёт от доли развитых стран. Однако из-за увеличения числа катарок, получающих высшее образование, правительство Катара прогнозирует, что уровень занятости женщин будет продолжать расти.
Хотя катарки догнали мужчин в государственном секторе, они всё ещё отстают в частном секторе. В бизнесе более высокооплачиваемые должности обычно достаются мужчинам, и в финансовой сфере Катара по-прежнему доминируют мужчины. Катарки ещё не участвуют в принятии решений в таких областях, как политика, экономика и законодательная власть. У них есть право принимать решения в определённых областях государственной службы, таких как образование и социальные вопросы.
4 июля 2022 года MENAFN сообщило, что Катар принял конкретные инициативы, направленные на поощрение прямого участия женщин на рынке труда, в политической жизни и на руководящих должностях. Эта политика прозвучала в заявлении, сделанном вторым секретарём Департамента по правам человека Министерства иностранных дел Хиссой Аль Сулайти на 50-й сессии Совета по правам человека. Аль-Сулайти добавил, что Катар принял соответствующее законодательство в сфере защиты женщин от всех проявлений насилия, а также создал специализированные учреждения, такие как центр «Аман», который действует при Qatar Foundation.
Среди самых больших препятствий для трудоустройства — семейные обязанности, небольшое количество вакансий и недостаточное владение английским языком. Общественные взгляды также негативно повлияли на возможности трудоустройства женщин, поскольку некоторые консервативные слои населения считают недопустимым, чтобы женщины работали в туристической индустрии, в качестве работниц отелей и актрис. Тем не менее, большинство катарцев считают участие женщин в рабочей силе положительным моментом.

## Одежда

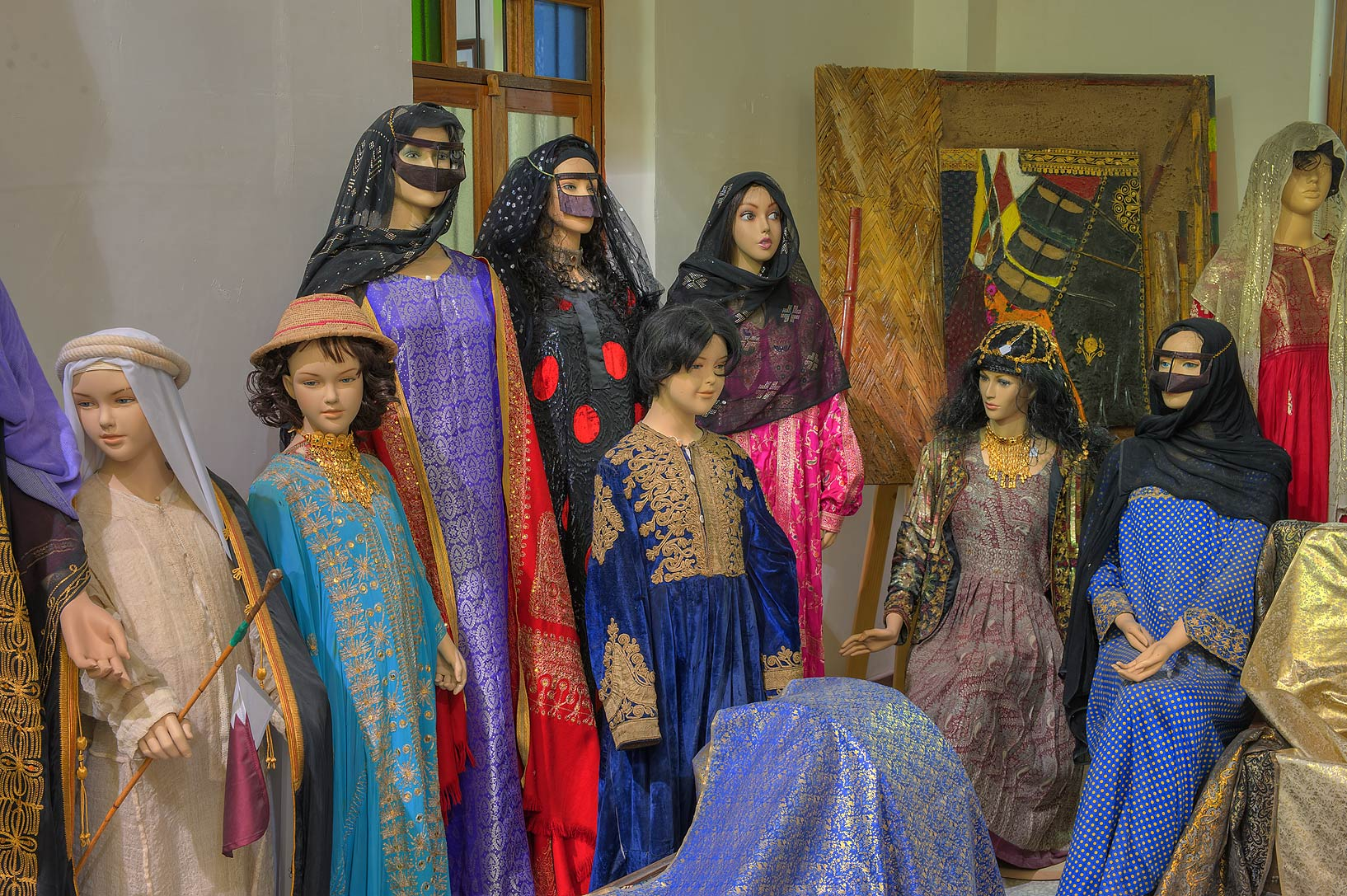
Манекены в традиционной катарской женской одежде в музее шейха Фейсала бин Кассима Аль Тани

Ожидается, что женщины и мужчины будут одеваться скромно, но дресс-код, как правило, определяется социальными обычаями и является более расслабленным по сравнению с другими странами региона. Катарки обычно носят обычные платья, которые включают «длинные чёрные одежды» и чёрный головной убор «хиджаб», который в местном обычае называется бошия. Тем не менее, более традиционной одеждой мусульман-суннитов для женщин является чёрное покрывало на тело, известное как абайя, вместе с чёрным шарфом, используемым для покрытия головы, известным как шайла.
Считается, что катарки начали закрывать лицо в XIX веке на фоне значительной иммиграции. Поскольку у них не было практических способов скрыть свои лица от иностранцев, они начали носить паранджи того же типа, что и их персидские соседи.

## Музыка
Традиционная катарская народная музыка в основном сосредоточена на добыче жемчуга. Однако, поскольку добыча жемчуга была занятием исключительно мужчин, женщины не включались в эту форму пения, за исключением случаев, когда бывали замечены возвращающиеся корабли с жемчугом. Тогда они собирались на берегу моря, хлопали в ладоши и пели песни о трудностях добычи жемчуга.
Женщины в основном пели песни, связанные с трудовой деятельностью, такой как измельчение пшеницы или вышивание. Публичные выступления женщин практиковались только два раза в год. Первым был аль-морада, в котором женщины и девушки всех социальных классов собирались в уединённом месте в пустыне, где они пели и танцевали в вышитых одеждах. Обычно это делалось в недели, предшествующие Курбан-Байрам и Ураза-Байрам. От этой практики отказались в 1950-х годах. Второй случай коллективного публичного пения — аль-ашори, представления во время свадеб. Они до сих пор практикуются некоторыми классами катарского общества.

## Театр
Хотя публичное обсуждение социальных вопросов, касающихся прав женщин и их роли в катарском обществе, считается табу, театральные представления оказались популярным средством для таких дискуссий. Одной из известных пьес, комментирующих социальные проблемы, является пьеса 1985 года «Ибтисам на скамье подсудимых», написанная Салехом Аль-Маннаи и Адилом Сакаром и посвящённая браку по договорённости. История рассказывает о молодой девушке, которая, вступив в тайные отношения, признаётся отцу в своём разочаровании в традициях прошлого и в женихе, с которым её семья устроила ей свадьбу. Другая пьеса, «Рынок девочек» Абдуллы Ахмеда и Асима Тауфика, также содержит социальные комментарии о браках по договорённости. Он сравнивает акт предложения женщин с платой женихам за торговлю товарами на рынке, поэтому брак по договорённости связывается с материализмом.

## Ремёсла
Ремесленная деятельность была популярной формой художественного самовыражения в бедуинском обществе. Ремёсла также служили функциональным целям.

### Ткачество и окрашивание

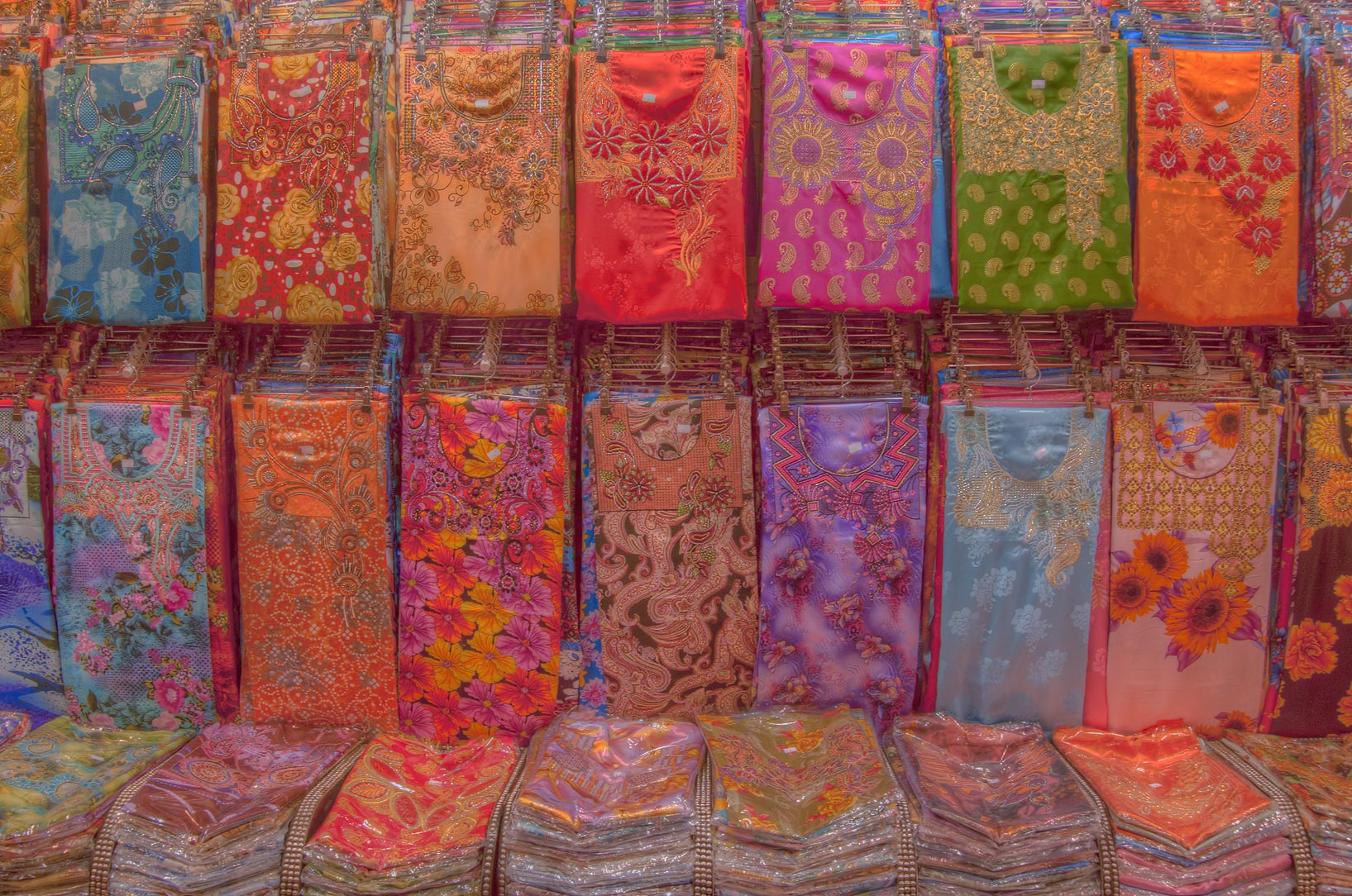
Атласные ткани на выставке Сук Вакиф

Ткачество и крашение играли существенную роль в культуре бедуинов. Процесс прядения овечьей и верблюжьей шерсти для производства тканей был трудоёмким. Сначала шерсть распутывали и привязывали к бобине, которая служила сердцевиной и сохраняла жёсткость волокон. За этим последовало прядение шерсти вручную на веретене, известном как ноул. Затем шерсть помещали на вертикальный ткацкий станок, сделанный из дерева, после чего женщины использовали палку, чтобы забить уток на место.
Полученные ткани использовались в ковриках, коврах и палатках. Палатки обычно изготавливались из ткани естественного цвета, тогда как для ковриков и ковров использовалась окрашенная ткань; в основном использовались красный и жёлтый красители. Они были изготовлены из пустынных трав, использовались простые геометрические узоры. Искусство потеряло популярность в XIX веке, поскольку краски и ткани все чаще импортировались из других регионов Азии.

### Вышивка

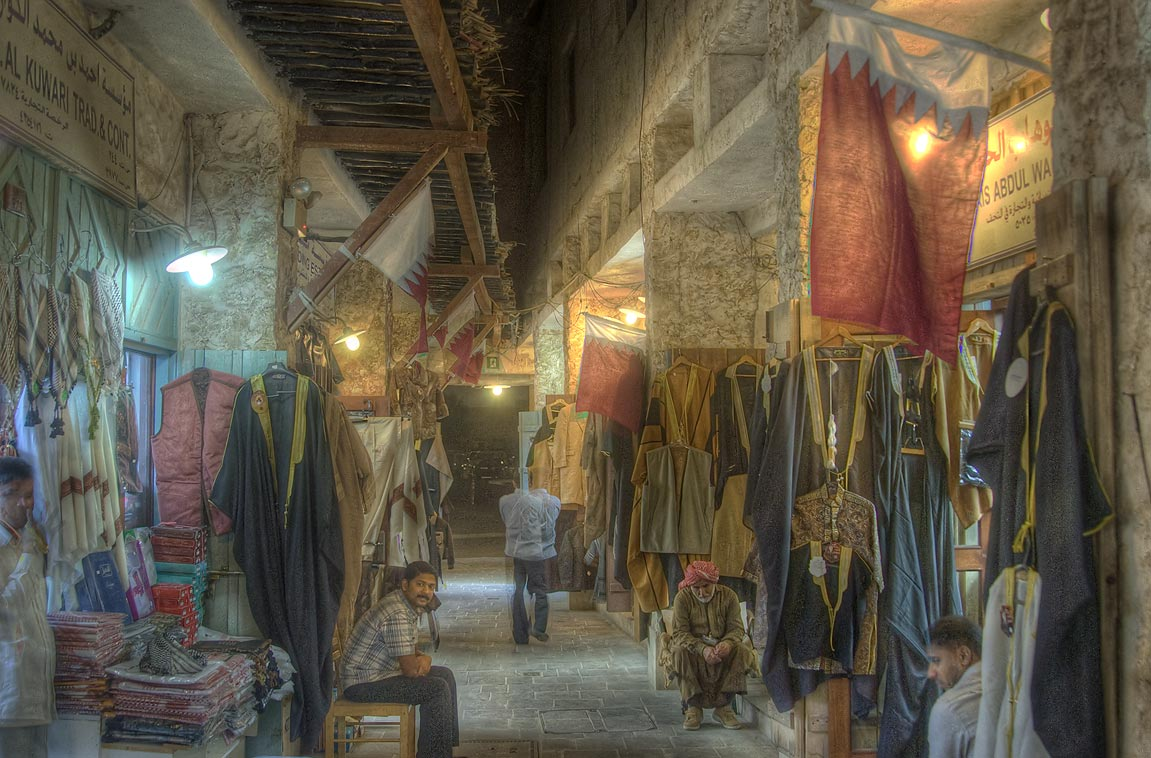
Вышитые платья на выставке Сук Вакиф

Простая форма вышивки, практикуемая катарками, известна как курар. В вышивке участвовало несколько женщин, каждая из которых несла по четыре нити, которые заплетались на одежде. Косы, различающиеся по цвету, пришивались вертикально. Такая вышивка похожа на вышивку тяжёлым тамбурным швом. Обычно использовались золотые нити, известные как зари, которые привозили из Индии.
Другой тип вышивки включал в себя создание кепок, называемых гофиями. Популярность этой формы вышивки снизилась после того, как страна начала импортировать кепки.
Хият аль-медресе, что переводится как «школьная вышивка» — вышивание гладью. Перед процессом сшивания квалифицированный художник рисовал на ткани форму. Наиболее распространёнными рисунками были птицы и цветы.

## Спорт

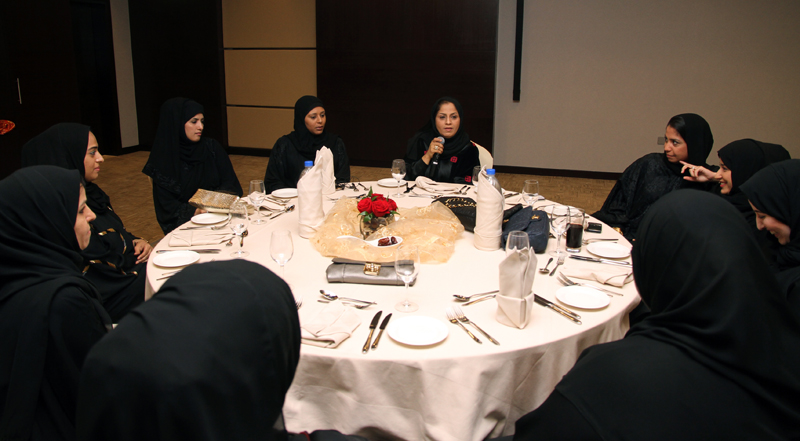
Заседание правления Женского спортивного комитета Катара

Женщины редко занимались спортом до XXI века. В 1998 году Федерация лёгкой атлетики Катара впервые провела в стране соревнования по лёгкой атлетике среди женщин. Соревнование было санкционировано ИААФ, а также стало одним из первых крупных спортивных мероприятий в Катаре, на которое были допущены зрительницы.
Чтобы лучше интегрировать женщин в спорт, в 2000 году по инициативе шейхи Мозы бинт Насер был сформирован Женский спортивный комитет Катара (QWSC). Олимпийский комитет Катара аккредитовал QWSC в 2001 году. Его основной целью является достижение гендерного равенства в спорте путём запуска массовых инициатив.
До летних Олимпийских игр 2012 года в Лондоне Катар был одной из трёх стран, не представленных на Олимпийских играх женщинами. Катар в конечном итоге отправил четырёх женщин на плавание (Нада Аркаджи), лёгкую атлетику (Нур Хуссейн Аль-Малки), настольный теннис (Ая Мажди) и стрельбу (Бахия Аль-Хамад). Бахия аль-Хамад также должна была нести катарский флаг на церемонии открытия, которую она назвала «поистине историческим моментом».

## Социальная жизнь

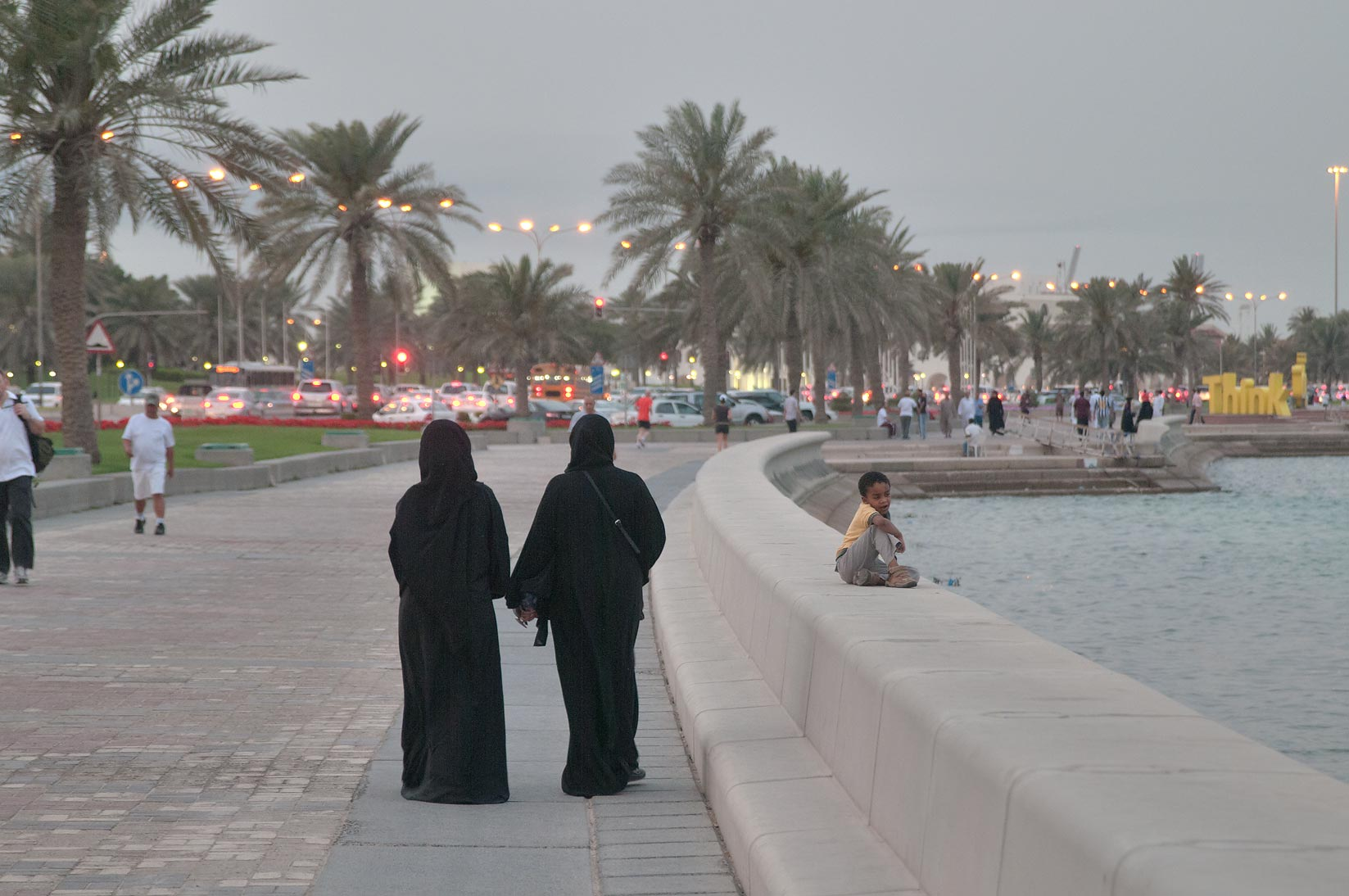
Катарки, одетые в абайю, идут по набережной Дохи.

Катар является исламской страной с салафитской версией суннитского ислама в качестве спонсируемого государством бренда ислама в стране, что делает Катар одним из двух салафитских государств в мусульманском мире, наряду с Саудовской Аравией. Социальная ценность женщин в Катаре, как правило, выше, чем в Саудовской Аравии, и здесь меньше сегрегации по признаку пола.
Женщин, как правило, не приглашают на общественные мероприятия, за исключением собраний в западном стиле или когда собираются лишь близкие родственники. Государственные школы для девочек отделены от государственных школ для мальчиков. Женщины занимают государственные должности, но недостаточно представлены на высоких государственных должностях: за всю историю Катара только четыре женщины были назначены министрами.

## Политика
Женщины в Катаре голосуют и могут баллотироваться на государственные должности. Катар предоставил избирательные права женщинам одновременно с мужчинами в связи с выборами 1999 года в Центральный муниципальный совет. Эти выборы — первые в Катаре — были преднамеренно проведены 8 марта 1999 года, в Международный женский день. Катар был первой страной Персидского залива, предоставившей избирательные права своему населению.

### Министры в правительстве

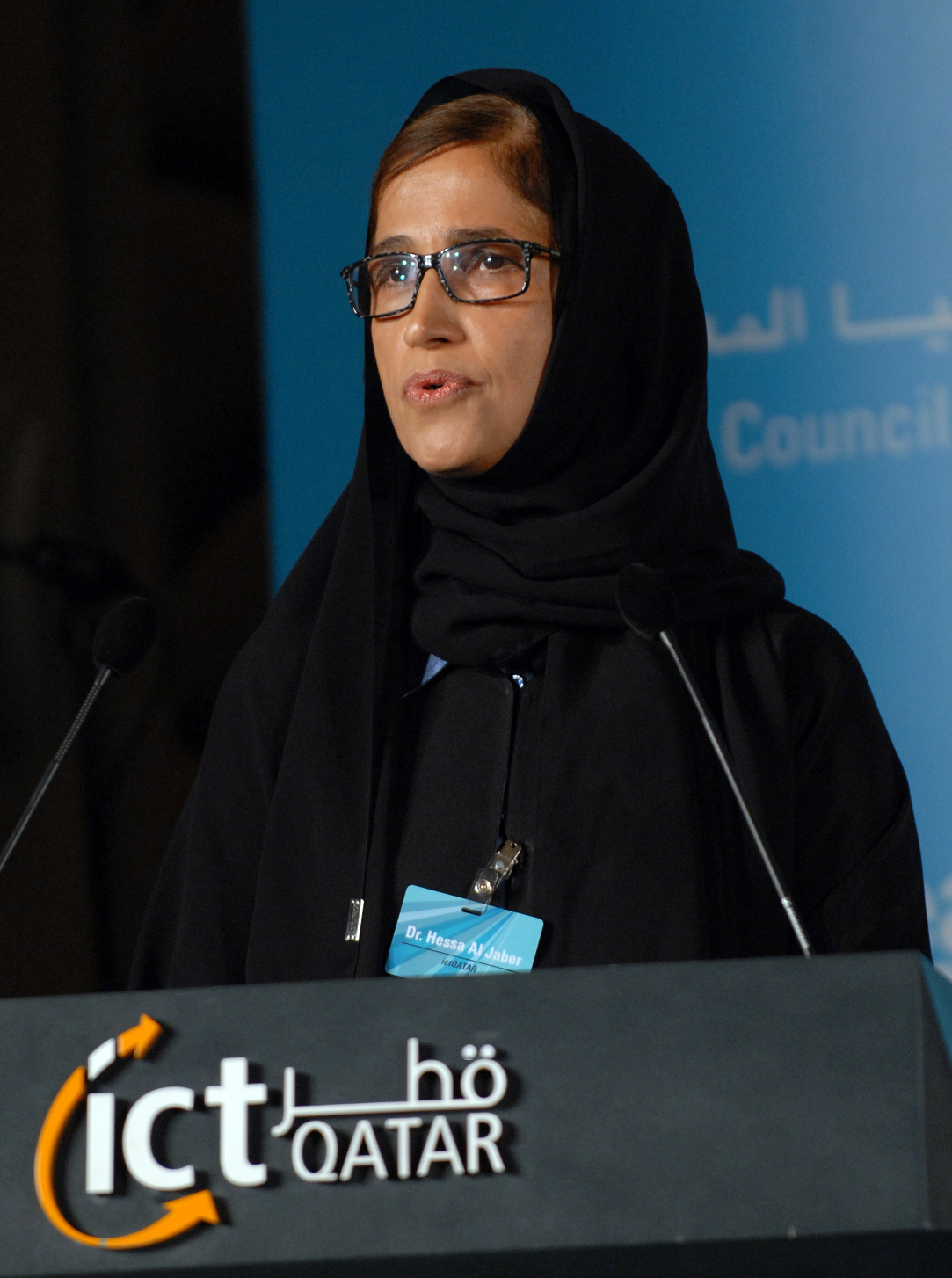
Хесса Аль-Джабер, третья женщина-член кабинета министров Катара, произносит речь в 2012 году.

Катар назначил первую женщину-министром в кабинете министров в 2003 году, когда шейха Ахмед аль-Махмуд была назначена министром образования. В 2008 году Галия бинт Мохаммед бин Хамад Аль Тани была назначена министром здравоохранения. Третьей женщиной-министром в правительстве стала Хесса Аль-Джабер, которая была назначена главой Министерства связи и технологий. Ханан Аль Кувари стала четвёртой женщиной-членом кабинета министров в 2016 году, когда стала министром здравоохранения.

### Консультативная Ассамблея
Члены Консультативной ассамблеи Катара (Меджлис аш-Шура) назначаются эмиром Катара. В ноябре 2017 года эмир Тамим бин Хамад Аль Тани назначил четырёх женщин в совет, состоящий из 45 членов, что стало первым случаем, когда женщины приняли участие в совете.

### Муниципальные выборы
Выборы в Центральный муниципальный совет, начавшиеся в 1999 году, являются единственными свободными выборами в стране. Оспариваются двадцать девять избирательных округов. Оба пола имеют право голоса. В первых выборах 1999 года кандидатка Муза Аль Малки стала первой женщиной-кандидатом в ССАГПЗ, участвовавшей в муниципальных выборах. Шейха Юсуф Хасан Аль Джуфаири стала первой женщиной, занявшей муниципальную должность, когда она выиграла выборы в Центральный муниципальный совет в избирательном округе Старого аэропорта в 2003 году. Две женщины одновременно были избраны в ЦМС впервые в 2015 году. Всего в выборах участвовало 5 кандидаток. Это активизировало обсуждение возможного установления квоты для женщин.

### Дипломатия

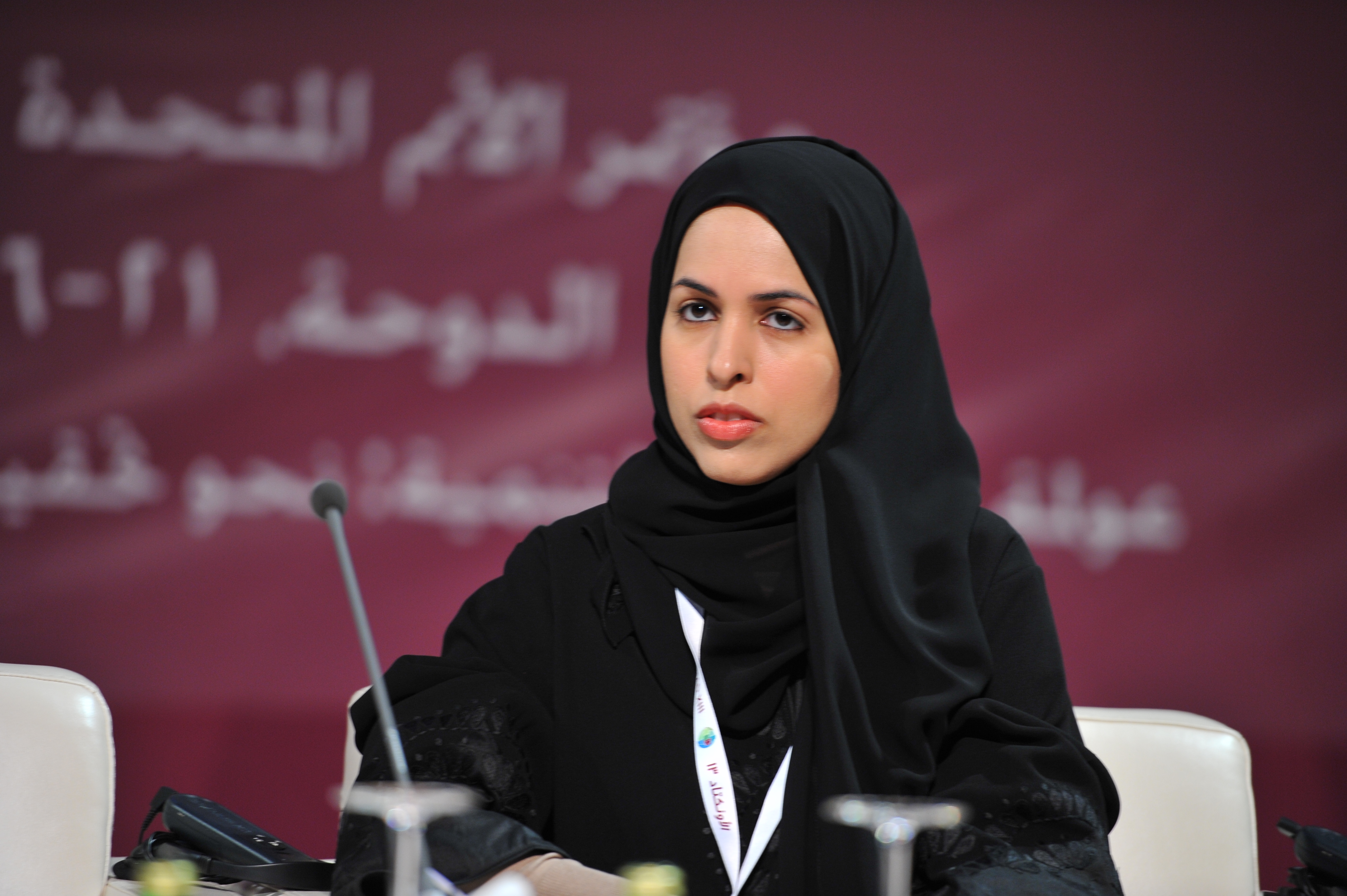
Алия бинт Ахмед Аль Тани на конференции ООН

Алия бинт Ахмед Аль Тани стала первой женщиной-послом в 2013 году, когда она была назначена постоянным представителем при ООН. Лолва Аль-Хатер является пресс-секретарём Министерства иностранных дел Государства Катар с 2017 года.

## Гендерное равенство
Катарские женщины добились значительных юридических и социальных успехов с 1990-х годов. Шейха Моза активно выступала за женские проблемы, поддерживая женские конференции, возможности получения высшего образования и создание в правительстве должности на уровне кабинета министров, посвящённой проблемам женщин. В результате этих достижений у катарских женщин есть много возможностей для карьерного роста, в том числе на руководящих должностях в сфере образования, банковского дела, благотворительных проектов, здравоохранения и социальных услуг, туризма, права, государственной службы и даже дипломатии.
В 1998 году был основан Комитет по делам женщин как отделение Верховного совета по делам семьи для управления благосостоянием катарок. Помимо защиты прав женщин, комитет стремится интегрировать женщин в общество, предоставляя экономическую помощь и возможности трудоустройства. Катар назначил первую женщину-министра кабинета в 2003 году, и в том же году кандидатка впервые в истории победила на выборах в Центральный муниципальный совет. Катар отправил спортсменок на летние Олимпийские игры 2012 года, которые начались 27 июля в Лондоне.
Участие женщин в рабочей силе в Катаре составляет примерно 51 %, что выше, чем в среднем по миру, и является самым высоким показателем в арабском мире. Однако как катарки, так и некатарские женщины страдают от разницы в заработной плате, им платят на 25-50 процентов меньше, чем мужчинам. Кроме того, Катар в значительной степени организует социальные пособия для мужчин, в которые входят, например, жильё и путевые расходы, и их с меньшей вероятностью получают сотрудницы. Эксперты говорят, что женщины постепенно получают больше прав.
Многие катарские женщины находятся под контролем своих семей и мужей, что те объясняют культурой и требованиями религии. В Катаре разрешено контролировать местонахождение взрослой женщины, а также назначать ей комендантский час. Семьи женщин обычно угрожают женщинам физическим насилием, если те не соблюдают культурные нормы. В Катаре домашнее насилие не является уголовно наказуемым деянием.
По данным Министерства внутренних дел, незамужней женщине в возрасте до 25 лет необходимо электронное разрешение от её опекуна (разрешение на выезд), чтобы покинуть страну. Мужчины могут покинуть страну без разрешения с 18 лет.